# Marcos Anastácio
Marcos Anastácio é um ex-surfista português que foi campeão nacional de surf em 1995, ano em que foi também vice-campeão europeu no EuroSurf, ajudando a seleção de surf de Portugal a tornar-se vice-campeã da Europa de Seniores.
Depois de terminada a carreira de surfista profissional, tornou-se empreendedor na área. No ano 2000 fundou a Angels Surf School na Praia de Carcavelos, que é certificada pela Federação Portuguesa de Surf e pelo Turismo de Portugal; em 2014 fundou o Portugal Surf Rentals, um serviço de aluguer de pranchas de Surf; e em 2018 criou a Champions Surf Guide, que fornece um serviço de private surf guide em Portugal.